# Káto Flásou
Káto Flásou är en ort i Cypern.   Den ligger i distriktet Eparchía Lefkosías, i den centrala delen av landet, 50 km väster om huvudstaden Nicosia. Káto Flásou ligger 332 meter över havet och antalet invånare är 261. Den ligger på ön Cypern.
Terrängen runt Káto Flásou är lite bergig, och sluttar norrut.Trakten runt Káto Flásou är glesbefolkad, med 18 invånare per kvadratkilometer. Närmaste större samhälle är Mórfou, 18,1 km nordost om Káto Flásou. Trakten runt Káto Flásou är i huvudsak ett öppet busklandskap.